# Juriaen Pool

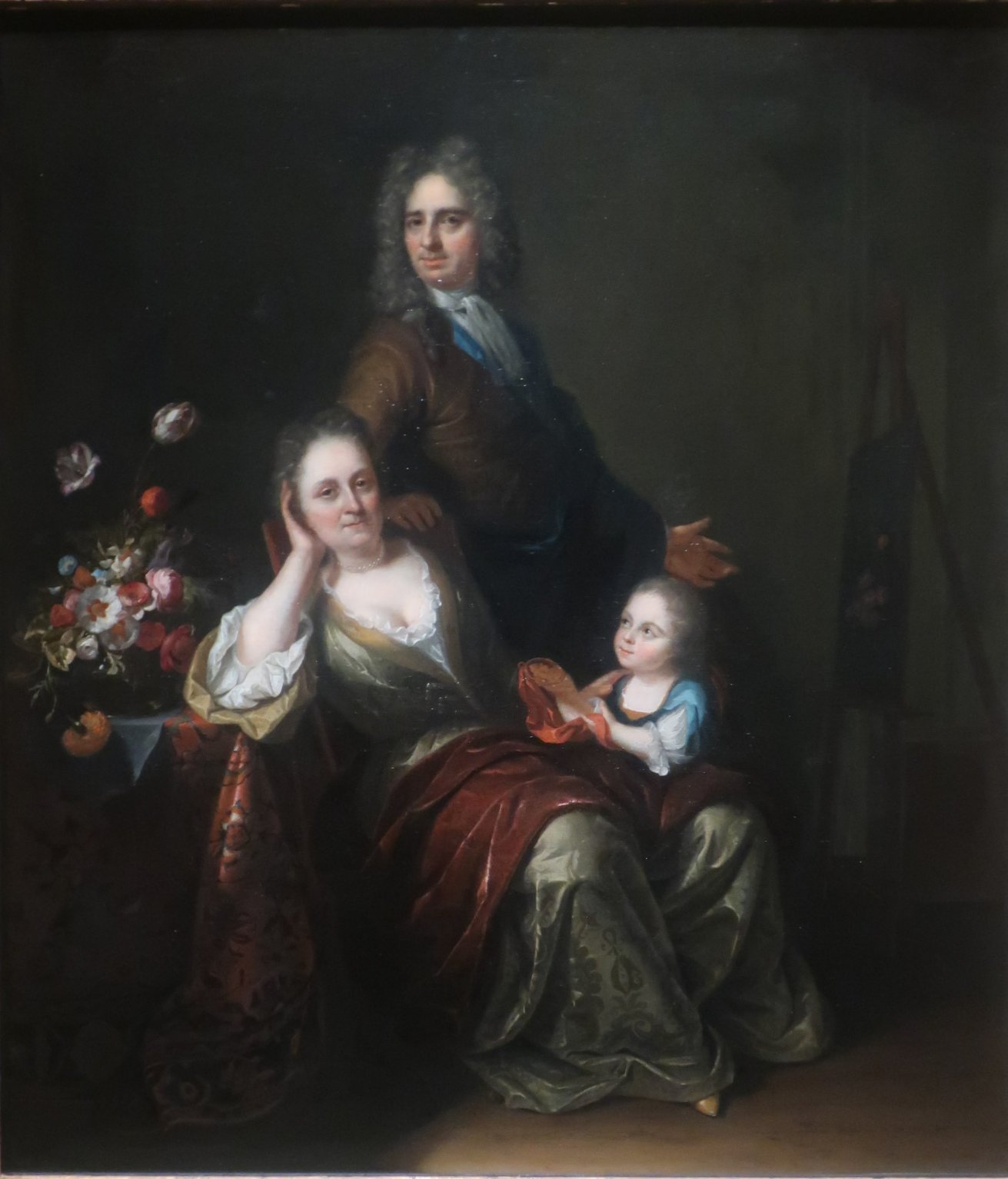
Familienporträt mit Rachel Ruysch und Sohn, 1716, Stadtmuseum Landeshauptstadt Düsseldorf

Juriaen Pool, auch Juriaen Pool der Jüngere (* 17. Januar 1666 in Amsterdam; † 6. Oktober 1745 ebenda), war ein niederländischer Porträtmaler und Kupferstecher des Barock. Er war der Ehemann der bekannten Blumenmalerin Rachel Ruysch.

## Leben
Juriaen Pool wurde als Sohn des aus Schweinitz gebürtigen Medailleurs und Silberschmieds Juriaen Pool des Älteren (≈1618–1669) und dessen Gemahlin Margriet Schots (1633–1669) in Amsterdam auf. Dreijährig kam er nach dem Tod seiner Eltern in das Amsterdamer Bürgerwaisenhaus. Er erhielt eine sorgfältige Ausbildung zum Kunstmaler. Zu seinen Lehrern zählte Gerard de Lairesse. Im Sommer 1693 heiratete er die Blumenmalerin Rachel Ruysch, eine Tochter des bekannten Amsterdamer Anatomie- und Botanik-Professors Frederik Ruysch. Mit ihr hatte er zehn Kinder.
1701 trat er mit seiner Frau der Confrérie Pictura in Den Haag bei. Viele seiner Aufträge zu Bildnissen, die er auch in Kupfer stach, ergaben sich aus Kontakten seines Schwiegervaters, den er zweimal porträtierte. Ein Familienporträt von sich, seiner Frau und einem Sohn, das er 1716 im Auftrag von Johann Wilhelm von der Pfalz, des Mäzens seiner Ehefrau, gemalt hatte, verblieb zunächst im Besitz seiner Frau, ehe es später über den Kunsthandel in die Sammlung des Stadtmuseums Düsseldorf gelangte.